# 芦澤泰偉
芦澤 泰偉（あしざわ たいい、1948年 - ）は日本の装幀家、アートディレクター。静岡県静岡市出身。

## 来歴
1970年、｢第10回現代日本美術展｣に入選。この展覧会のレセプション会場で松澤宥と出会い、コンセプション・アートの運動体｢ニルバーナ｣に参加。以後4年間、現代美術家としてグループ展、個展を開催する。
1976年、工作舎に入社して装幀やエディトリアルデザインの魅力を松岡正剛から教授される。すでに入社していた戸田ツトムの繊細なデザイン作法を学ぶ。同じ年に株式会社イッセイ（広告プロダクション）入社。2年後にアートデレクターになり、川端一誠のプレゼンテーションの方法を身につける。その頃に荒川洋治と出会い、彼の主宰する｢紫陽社｣の詩集の装幀が10年で130冊に達した。また思潮社の小田久郎の紹介で菊地信義に独立のための質問状を提出して交友が始まる。
1989年、芦澤泰偉事務所を設立。2018年までに、単行本、文庫本、新書で8000冊の装幀を手がける。雑誌では｢現代詩手帖｣（思潮社）、｢美術手帖｣（美術出版社）、｢ヘルメス｣（岩波書店）のアートデレクションを手がける。また装幀を通じて出会った高橋克彦や西部邁と25年以上の交友を持った。西部を敬愛し考え方も影響を受けている。西部が主催していた「表現者」のデザインは25年続いている。

## 受賞歴
- 2003年 - 第37回造本装幀コンクール展「武満徹全集」(全5巻 小学館)の装幀で経済産業大臣賞受賞。
- 2013年 - 第47回造本装幀コンクール展  ｢寄り添う ｢銀座クラブ麻衣子｣四十年の証｣(講談社ビジネスパートナー)で日本書籍出版協会理事長賞を受賞。
- 2014年 - 第47回造本装幀コンクール展  ｢寄生蟲図鑑 ふしぎな世界の住人たち｣(飛鳥新社)で日本書籍出版協会理事長賞を受賞。
- 2018年 - 第49回講談社出版文化賞ブックデザイン賞[1] ブルーバックス（1991年にデザインを担当、前年のマイナー・チェンジが賞の対象になる）、『根源へ／根源から イメージの浮沈を賭けて』（田中孝道著、エイアンドエフ）、『横田順彌　明治小説コレクション 1 - 3巻』（柏書房）で受賞。